# Leveros
Leveros é uma rede varejista brasileira do setor de refrigeração, tendo como destaque ares condicionados. Foi fundada em 1978 por Tiziano Pravato, em Assis, São Paulo. Atualmente é uma dos maiores e-commerce do Brasil, de acordo com a Sociedade Brasileira de Varejo e Consumo (SBCV).

## História
Sob o nome de Gelosom, foi fundada por Tiziano Pravato na cidade de Assis, incialmente como reparador autorizado da Brastemp, localizada na Rua Humberto de Campos. No ano de 2005 se transformaria em MultiAr e focaria no segmento de ar condicionados, já em 2007 deu início ao seu e-commerce que segundo a Sociedade Brasileira de Varejo e Consumo (SBVC) em 2020 era a 15ª em números de vendas através de e-commerce do país sendo que as vendas por meio eletrônico respondiam por 65% de seu faturamento.
Em 2016 o Bradesco compra 30% da empresa, a época chamada de Multiar, tranformou-se em Leveros como parte de uma nova estratégia da empresa em 12 de setembro de 2017 e naquele mesmo ano a empresa venceu o premio do Reclame Aqui de melhor atendimento do país no segmento de refrigeração.
No ano de 2019 a empresa também fez a aquisição da Solarsou de Blumenau que passa a ser uma unidade de negócios do grupo expandindo o escopo de atuação do mesmo para o segmento energético e atualmente chama-se Leveros Solar. Neste mesmo ano, a empresa, visando apoiar o desenvolvimento tecnológico e empreendedor local, é uma das idealizadoras da Fomenta Vale, uma sociedade cívil sem fins lucrativos destinada transformar ideias em projetos, integrando empresas, instituições de ensino e tecnologia.
Já em 2020 cria a plataforma Profiz, com o proposito de conectar prestadores de serviços de refrigeração, climatização e energia solar fazendo uso de aplicativos e integrações com o e-commerce e neste mesmo ano a empresa foi certificada pela consultoria Great Place to Work (GPTW).

## Lojas
Em conjuto do e-commerce, a empresa possui cinco lojas físicas nas cidades de Araçatuba, Assis (sede), Presidente Prudente, Ribeirão Preto e São Paulo, além de escritórios comerciais em Marília, Londrina e em Blumenau, possui também três centros de distribuição e mais de 2000 parceiros no Brasil, sendo assim, uma empresa de atendimento em nível nacional.